# NGC 6565
NGC 6565 is een planetaire nevel in het sterrenbeeld Boogschutter. Het ligt 7000 lichtjaar van de Aarde verwijderd en werd op 14 juli 1880 ontdekt door de Amerikaanse astronoom Edward Charles Pickering.

## Synoniemen
- PK 3-4.5
- ESO 456-PN70